# محمد بن مروان

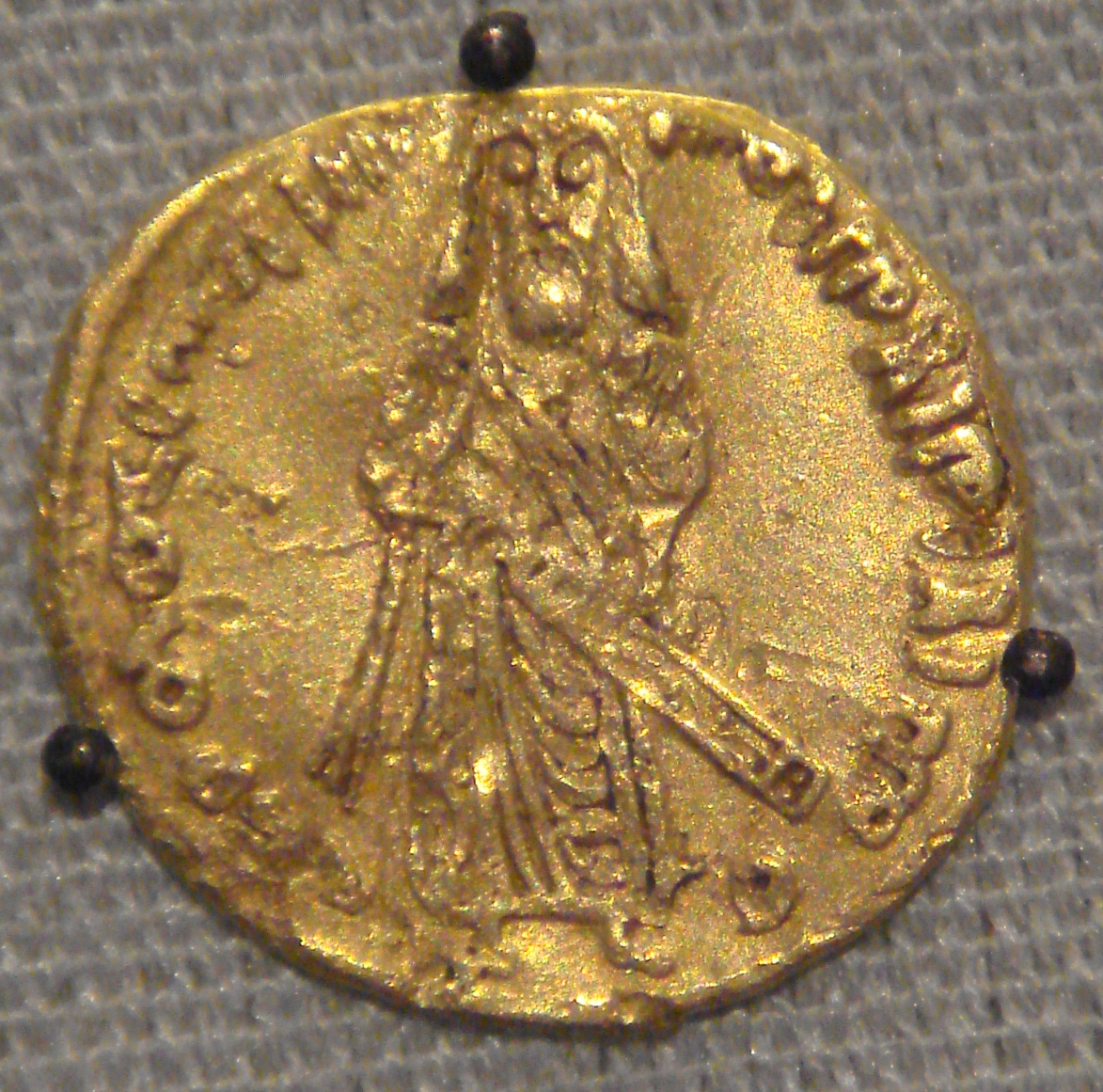
First Umayyad gold dinar, Caliph Abd al-Malik

محمد بن مروان بن الحكم بن أبي العاص الأموي أمير الجزيرة الفراتية في عهد أخيه الخليفة عبد الملك بن مروان.

## ذِكره
قيل أن محمد بن مروان كان مفرط القوى، شديد البأس، ووصف بالشجاعة. وقيل أيضا بأن أخوه عبد الملك كان يغبطه على ذلك ويحسده، وربما قابله بما يكره، فغضب، وتجهز للرحيل إلى أرمينيا وكان واليا عليها إضافة للجزيرة الفراتية، وأتى يودع أخاه الخليفة فقال: «أَقْسَمْتُ عَلَيْكَ إِلَّا مَا أَقَمْتُ، فَلَن تَرَى بَعْدَهَا مَا تَكْرَهُ». وله حروب ومصافات مشهودة مع الروم. وأمه أم ولد.

## سيرته
عرف عنه الحنكة والدهاء وهو الذي اقنع زفر بن الحارث حليف عبد الله بن الزبير بالمبايعة لعبد الملك بن مروان. وكان رسول عبد الملك إلى قياصرة الروم وإلى أعدائه. شارك محمد بن مروان في قتال مصعب بن الزبير مع أخيه الخليفة عبد الملك بن مروان وكان يقود ميسرة الجيش والتي حطّم فيها جيش مصعب بن الزبير وقبيل مقتل مصعب بن الزبير ذهب محمد بن مروان لإقناع مصعب بالاستسلام وإعطائه الأمان له ولولده عيسى بن مصعب. لكن مصعب فضّل الموت على الإستسلام للأمويين . ظل محمد بن مروان واليا لأخيه على الجزيرة وأرمينيا وكذلك لإبن أخيه الخليفة الوليد بن عبد الملك ولكن في آخر الأمر فسدت العلاقة بين الوليد بن عبد الملك وعمه محمد بن مروان بسبب الخراج والمال الذي لا يرسله إلى خزانة الخلافة مما تسبب بعزل محمد بن مروان. ظل محمد بن مروان على خلاف مع ابن أخيه الوليد بن عبد الملك حتى مات محمد بن مروان في خلافة الوليد وهو غاضب عليه بسبب عزله من ولاية الجزيرة وأرمينيا .

## ذريته
ولد محمد بن مروان بن الحكم: يزيد، ورملة التي تزوجها عبد الله بن عبد العزيز بن الحارث بن الحكم، ثم خلف عليها سعيد بن عبد الملك بن مروان، وأمها: بنت يزيد بن عبد الله بن شيبة بن ربيعة بن عبد شمس وعبد الرحمن بن محمد بن مروان، وأمه: أم جميل بنت عبد الرحمن بن زيد بن الخطاب ومروان بن محمد آخر خلفاء بني أمية قتله عبد الله بن علي العباسي، وعبد العزيز ومنصور، وأم عبد الملك، لأم ولد.

## المرجع
- تاريخ الطبري
- البداية والنهاية